# Manuel Vázquez Montalbán
Manuel Vázquez Montalbán (14. junij 1939, Barcelona – 18. oktober 2003, Bangkok) je bil španski pisatelj, novinar, pesnik, humorist in kritik.

## Življenjepis
Manuel Vázquez Montalbán se je rodil v Barceloni leta 1939. Njegova mati je bila šivilja, očeta pa do svojega petega leta ni poznal, ker je bil v zaporu. Študiral je filozofijo na univerzi v Barceloni, kjer je spoznal svojo bodočo ženo. Poročila sta se leta 1961. Leta 1962 ga je vojni svet zaradi sodelovanja pri stavki v podporo rudarjem Asturije obsodil na tri leta zapora, skupaj z njegovo ženo in dvema drugima študentoma. V času, ki ga je preživel v zaporu, je napisal svojo prvo knjigo, esej in dve pesniški zbirki. Izpuščen je bil oktobra 1963. Nato se je preživljal s pisanjem člankov. Pisal je članke za različne revije, leta 1969 je pisal za prestižno revijo Triunfo. Uporabljal je psevdonim Sixto Cámara. Leta 1966 se mu je rodil sin Daniel, ki je tudi postal pisatelj. Leta 1967 je izdal svojo prvo pesniško zbirko Educación sentimental, leta 1969 pa še drugo Movimientos sin éxito. Leta 1972 je izdal svoj prvi roman Yo maté a Kennedy. Leta 1995 je prejel nagrado Premio Nacional de las Letras Españolas, kot priznanje za vsa njegova dela. Umrl je 18. oktobra leta 2003.

## V slovenščino sta prevedeni dve njegovi deli:
- Umor v centralnem komiteju (prevod: Ignac Fock, COBISS.SI-ID - 274818304)
- Galindez (prevod: Ferdinand Miklavc, COBISS.SI-ID - 274818304) Galindez je roman, ki temelji na resnični zgodbi Jesúsa de Galindeza Suáreza, baskovskega rodoljuba in begunca, enega ključnih osebnosti iz časa španske državljanske vojne. Tematika romana je zgodovinska, politična in biografska. Delo je prava detektivka, v kateri študentka potuje po sledeh Jesusa Galindeza in odkriva njegovo življenjsko zgodbo. Med iskanjem resnice se prepletajo številna pričevanja ljudi, ki so bili v stiku z

Galindezom. Pretresljiv je konec romana, saj študentko doleti enaka usoda kot Galindeza.

## Dela

### Romani
- Recordando a Dardé (1969)
- Yo maté a Kennedy (1972)
- Tatuaje (1974)
- Happy end (1974)
- La soledad del mánager (1977)
- Asesinato en el Comité Central (1981)
- Los pájaros de Bangkok (1983)
- La vida privada del doctor Betriu ()
- La rosa de Alejandría (1984)
- El pianista (1985)
- El matarife ()
- El Balneario, Serie Carvalho
- Los alegres muchachos de Atzavara (1987)
- Pigmalión (1987)
- Cuarteto (1988)
- El delantero centro fue asesinado al atardecer (1988)
- Galíndez (1991)
- El laberinto griego (1991)
- Autobiografía del general Franco
- Sabotaje olímpico (1993)
- El hermano pequeño (1994)
- Roldán, ni vivo ni muerto (1994)
- El estrangulador (1994)
- La muchacha que pudo ser Emmanuelle (1997)
- Quinteto de Buenos Aires (1997)
- O César o nada (1998)
- El señor de los bonsáis (1999)
- El hombre de mi vida (2000)

### Zgodbe
- Recordando a Dardé y otros relatos (1969)
- Historias de fantasmas (1987)
- Historias de padres e hijos (1987)
- Tres historias de amor (1987)
- Pigmalión y otros relatos (1987)
- Historias de política ficción (1987)
- Asesinato en Prado del Rey y otras historias sórdidas ()1987
- El hermano pequeño (1994)
- Cuentos blancos
- Cuentos negros